# Kultur der Schweiz
Die Kultur der Schweiz bezeichnet die Vielzahl von kulturellen Eigenheiten, die allein für die Schweiz typisch sind oder von ausserhalb betrachtet als typisch schweizerisch angesehen werden. Dazu gehören zum Beispiel die Schweizer Calvinistische Arbeitsethik, die nicht nur die Präzision der Schweizer Uhren und Maschinen förderte, sondern auch hohe Ansprüche an Käse oder Schokolade stellt.
Durch die verschiedenen Sprachen und Eigenheiten der Kantone unterscheiden sich die regionalen Kulturen teilweise stark voneinander und lassen sich kulturwissenschaftlich – mit Ausnahme der rätoromanischen Kultur – den überstaatlichen deutschen, französischen und italienischen Kultur- und Sprachräumen zuordnen. Allerdings ist durch die erhöhte Mobilität zwischen den Sprachregionen und teils bewusste Abgrenzung gegenüber den Kulturen der grossen Nachbarländer nicht nur von sprachregionalen Identitäten, sondern auch einer gesamtschweizerischen kulturellen Identität auszugehen.
Viele Künstler, Wissenschaftler, Ingenieure und Architekten, Hoteliers und Zuckerbäcker sowie Angehörige anderer Berufszweige, die in ihrer Not aus der Schweiz auswanderten wie zum Beispiel während der Hungersnot in den Jahren 1816/17 wurden bekannt. Andererseits zog die politische Neutralität der Schweiz auch Künstler und insbesondere Schriftsteller aus anderen Ländern an wie Georg Büchner, Hermann Hesse, Thomas Mann, Erich Maria Remarque, Paul Klee, Meret Oppenheim oder den Maler Ernst Ludwig Kirchner.

## Medien

Neue Zürcher Zeitung

Die Zeitungen in der Schweiz sind meist regional und erscheinen in der jeweiligen Landessprache. Tages-Anzeiger aus Zürich und Le Temps aus Genf sind Zeitungen mit überregionaler Verbreitung. Dazu kommen Wochenzeitungen wie die rechtskonservative Weltwoche oder die linke WoZ und die Kunstzeitschrift Du. Die einzige deutschsprachige Schweizer Tageszeitung mit internationalem Renommée ist die liberal-konservative Neue Zürcher Zeitung.
Das nationale Fernsehen umfasst sechs Kanäle, je zwei für die drei grössten Sprachregionen. Dort sind auch Kanäle aus dem jeweils gleichsprachigen Nachbarland beliebt. Die Regierung subventioniert Sendungen auf Rätoromanisch. Amerikanische Filme und Fernsehserien sind in den Sprachgebieten der Schweiz in verschiedenem Masse einflussreich. In Kinos der Deutschschweiz besteht ein grosser Teil des Programms aus amerikanischen Produktionen.

## Brauchtum, Volksfeste und Eidgenössische Feste
Regionale Bräuche werden von Vereinen in der gesamten Schweiz aufrechterhalten. Bräuche umfassen vor allem Musik, Tanz, Theater, Dichtung, Schnitzerei und Stickarbeiten. Zahlreiche Bräuche und Volksfeste stehen in Zusammenhang mit den Jahreszeiten.
Das Jodeln, das oft als typisch für die Schweiz angesehen wird, war ursprünglich eine Art, Signale über grössere Distanzen zu überbrücken. Das Alphorn, eine Naturtrompete aus Holz, ist mindestens seit dem 16. Jahrhundert bekannt. Das Schwyzerörgeli ist eine Abart der Handorgel und wird in der Schweizer Volksmusik bzw. der Ländlermusik eingesetzt, die sich regional durch verschiedene Instrumentationen auszeichnet wie beispielsweise das Appenzeller Hackbrett. Viele Volkslieder verklären die bäuerliche Schweiz und entstanden in der Zeit der Industrialisierung.
Zwischen Brauchtum und Sport angesiedelt sind Hornussen, Schwingen, Fahnenschwingen und Schiessen, die an zahlreichen Eidgenössischen Festen gepflegt werden.
Schnitzereien werden meist zur Verzierung von Alltagsobjekten verwendet. Beispiele sind verzierte Melkstühle, Glockenbänder, Holzlöffel oder Gehstöcke sowie Holz- und speziell Krippenfiguren. Besonders im protestantischen Berner Oberland sind die Fassaden der Bauernhäuser mit Schnitzereien verziert; in katholischen Gebieten sind solche Verzierungen viel seltener anzutreffen. Der Beruf des Schnitzers kann heute noch an der Schule für Holzbildhauerei in Brienz gelernt werden.

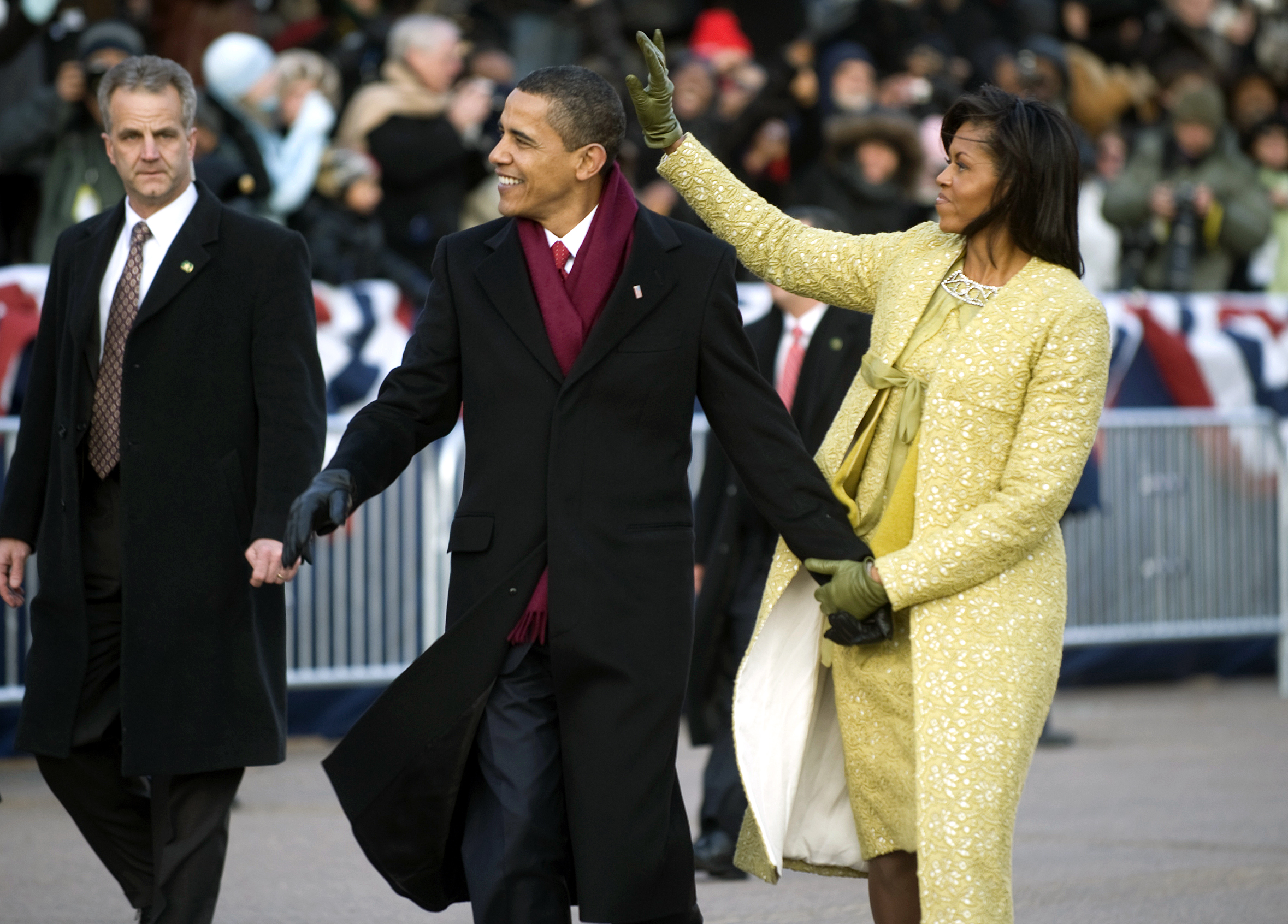
First Lady Michelle Obama in St. Galler Guipure-Spitze während der Amtseinführung ihres Mannes am 20. Januar 2009

Eine lange Tradition hat in der Schweiz die Stickerei, die zum Beispiel in der Verzierung von Trachten Verwendung findet, die sich je nach Region unterscheiden. In der Vergangenheit war Stickerei ein bedeutender Zweig der Heimindustrie und heute produzieren nur noch ein paar wenige Firmen die weltberühmten St. Galler Stickereien, welche beispielsweise in der Haute Couture beliebt sind und die St. Gallen zu ihrer Blütezeit zu einer der reichsten Städte der Schweiz gemacht hatten. Daneben ist die Schweiz seit dem 19. Jahrhundert bekannt für ihre Spitzen, die schon in der viktorianischen Modewelt in den Sonntagstrachten der Frauen für Hauben und Handschuhe verwendet wurde.
Gesamtschweizerische Volksfeste sind selten. So wurde 1999 die nur alle 25 Jahre stattfindende Fête des Vignerons in Vevey gefeiert, das letzte Unspunnenfest fand 2011 in Interlaken statt. Es gibt Eidgenössische Trachten-, Schiess-, Gesangs- und andere Feste, die in regelmässigen Abständen gefeiert werden, in der Regel immer an einem anderen Ort. Ca. alle 25 Jahre findet eine Landesausstellung statt, so 1914 in Bern, 1939 in Zürich, 1964 in Lausanne und die Expo02 im Jahr 2002 im Gebiet der Juraseen.
Jede Region hat ihre eigenen Volksfeste. Die grössten jährlich wiederkehrenden Feste sind die Luzerner und die Basler Fasnacht, das Albanifest in Winterthur, der Berner Zibelemärit, die Fête des Vendanges in Neuenburg und das Sechseläuten in Zürich sowie diverse Schützenfeste.
Eine Liste der lebendigen Traditionen in der Schweiz wird seit 2011 vom Bundesamt für Kultur im Rahmen des UNESCO-Übereinkommens zur Bewahrung des immateriellen Kulturerbes geführt.

## Küche
Die Schweizer Küche verfügt über eine grosse Vielfalt an Spezialitäten, welche traditionell aus den verschiedenen Kantonen stammen. Es gibt zahlreiche regionale Gerichte, die in der ganzen Schweiz und über die Landesgrenzen hinweg bekannt sind.

## Uhrmacherkunst
Die Schweiz ist bekannt für die Fertigung wertvoller Luxusuhren, die vor allem für hohe Qualität und Präzision stehen. Mehr als die Hälfte der weltweit verkauften Luxusuhren stammen aus der Schweiz. Marken wie Rolex, Omega, Patek Philippe und Audemars Piguet gehören zu den bekanntesten Uhrenmarken.

## Architektur

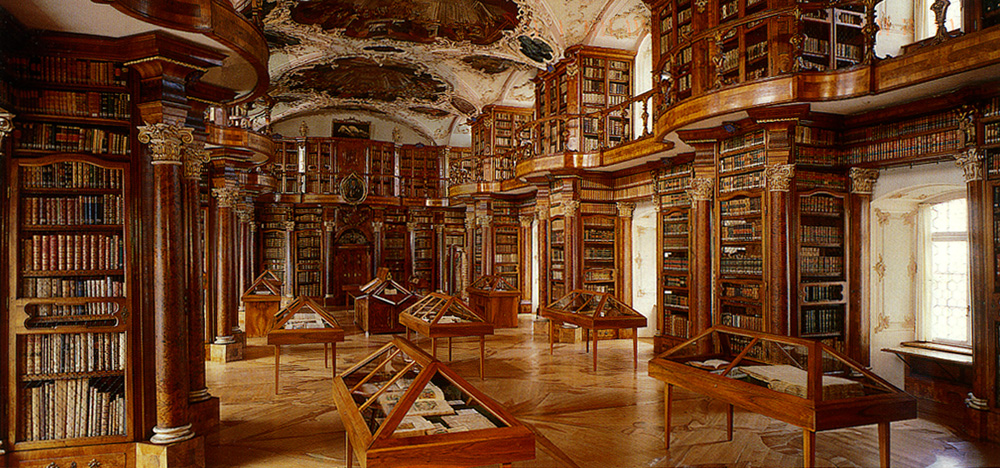
Barocksaal der Stiftsbibliothek St. Gallen

Die Schweiz weist ein reiches architektonisches Erbe auf. Die ländliche Architektur, die einen für jede Region typischen Bauernhausstil hervorgebracht hat, kann man im Freilichtmuseum Ballenberg zwischen Brienz und Meiringen im Berner Oberland kennenlernen.
Der Stil der Romanik des 12. Jahrhunderts zeigt sich in den Kathedralen von Basel, Sion, Chur, Genf und Lausanne sowie in vielen Schlössern und Burgen. Die Kathedralen von Bern, Schaffhausen, Zug und Zürich sind im Stil der Gotik, jene von Einsiedeln, Solothurn und St. Gallen im Barock erbaut.
In der Zeit der Renaissance gab es viele Architekten, vor allem aus dem Kanton Tessin, die unter anderem in Italien und Russland zahlreiche bekannte Gebäude schufen. Die Gefängnisse beim Dogenpalast und die Rialto-Brücke, beide in Venedig, wurden von Antonio da Ponte gebaut, Antonio Contino schuf die Seufzerbrücke, Domenico Fontana war an den Umbauten des Lateranpalastes in Rom beteiligt und an der Fassade des Palazzo Reale in Neapel.
In Rom war sein Neffe Carlo Maderno der leitende Architekt an St. Peter und entwarf die Fassade des Petersdoms. Die Kirche San Carlo alle Quattro Fontane, die Galerie des Palazzo Spada und das Filippini-Kloster wurden von Francesco Borromini geplant, Carlo Fontana war für die Fassade von San Marcello al Corso und dem Montecitorio-Palast verantwortlich.
Baldassare Longhena gestaltete die Kirche Santa Maria della Salute und die Scuola Grande dei Carmini in Venedig.

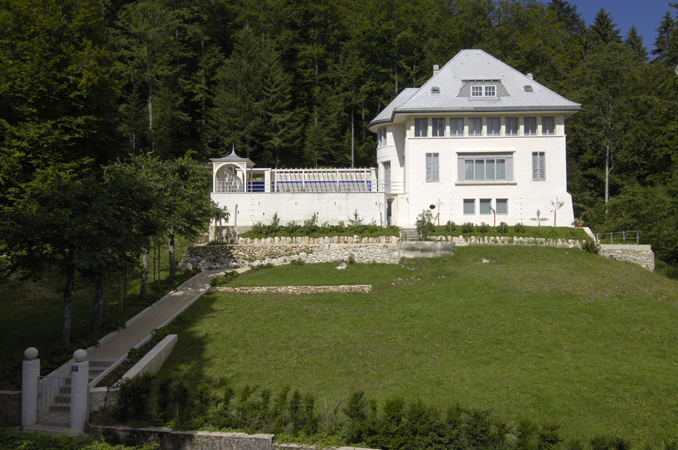
Maison Blanche in La Chaux-de-Fonds, Architekt: Le Corbusier

Später wirkte G.B. Gilardi am Wiederaufbau einiger Gebäude im Moskauer Kreml mit, und sein Sohn Domenico Gilardi wurde beauftragt, die Staatsuniversität in Moskau wieder aufzubauen. Domenico Trezzini plante einige Paläste in Sankt Petersburg im Auftrag Peters I.
Der bekannteste Schweizer Architekt ist Le Corbusier. Neben den über die Schweizer Landesgrenzen hinaus bekannten Schweizer Architekturbüros Atelier 5 (Bern), Mario Botta, Diener & Diener hat die Schweizer Architektur mit Herzog & de Meuron und Peter Zumthor zwei Pritzker-Preis-Träger.

## Malerei und Bildhauerei

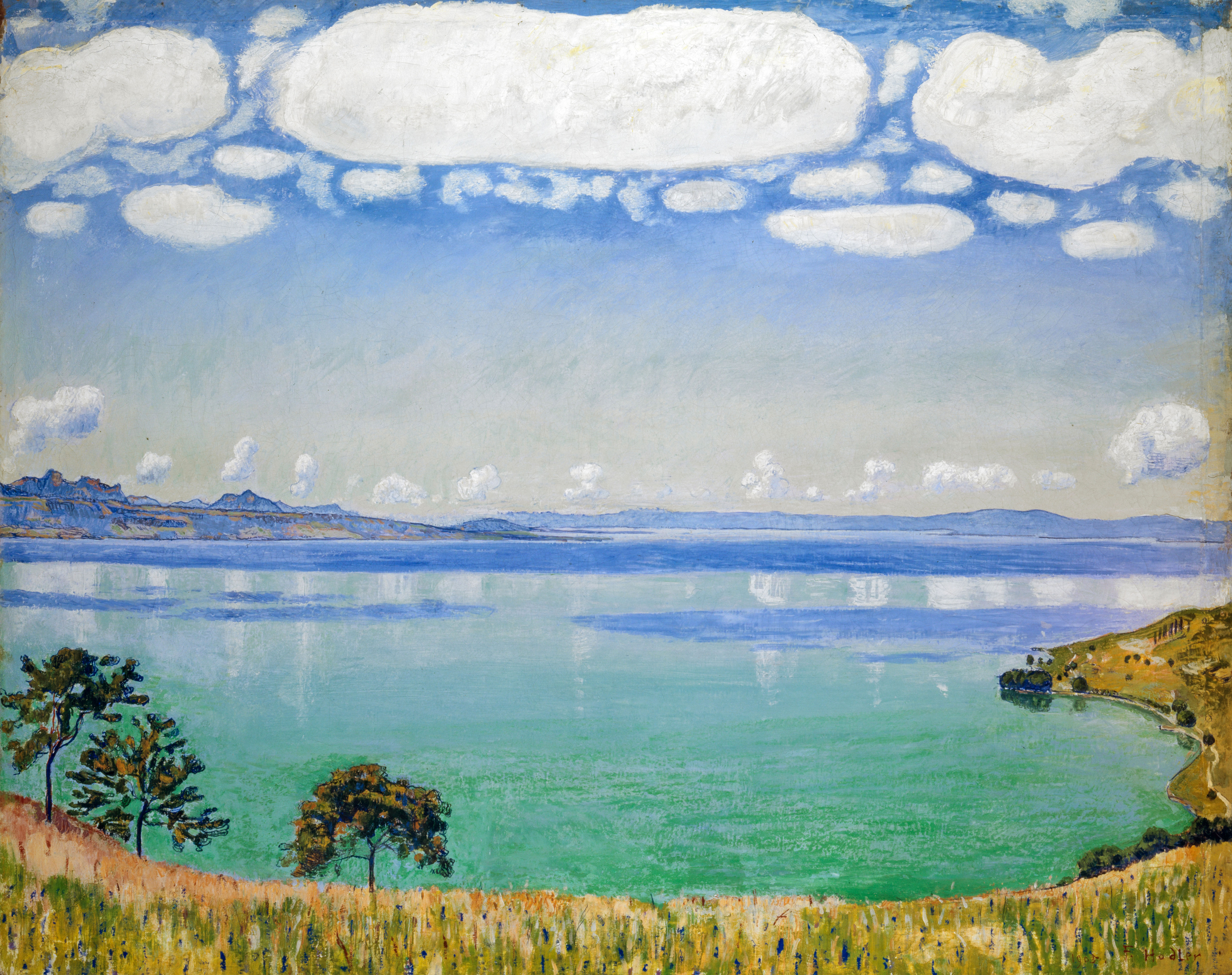
Ferdinand Hodler: Genfersee

Im 16. Jahrhundert haben die Reformation und die Renaissance die bildende Kunst der Schweiz stark beeinflusst.
Hans Holbein d. J. war Basler und Niklaus Manuel wirkte in Bern während der Reformation
Angelika Kauffmann war im 18. Jahrhundert eine bekannte Malerin des Klassizismus aus Chur. Der Dichter Salomon Gessner war unter anderem auch Maler, Jean-Étienne Liotard aus Genf war ein bekannter Pastell- und Emailmaler und Johann Heinrich Füssli wurde im späteren 18. Jahrhundert vor allem in England berühmt.
Arnold Böcklin aus Basel gilt als einer der bedeutendsten bildenden Künstler des 19. Jahrhunderts. Albert Anker, Giovanni Segantini und Ferdinand Hodler waren grosse Maler des 19. und frühen 20. Jahrhunderts. Im 20. Jahrhundert wurden unter anderen Paul Klee, Johannes Itten, Sophie Taeuber-Arp, Alberto Giacometti, Meret Oppenheim, Jean Tinguely, Daniel Spoerri und Max Bill international bekannt.

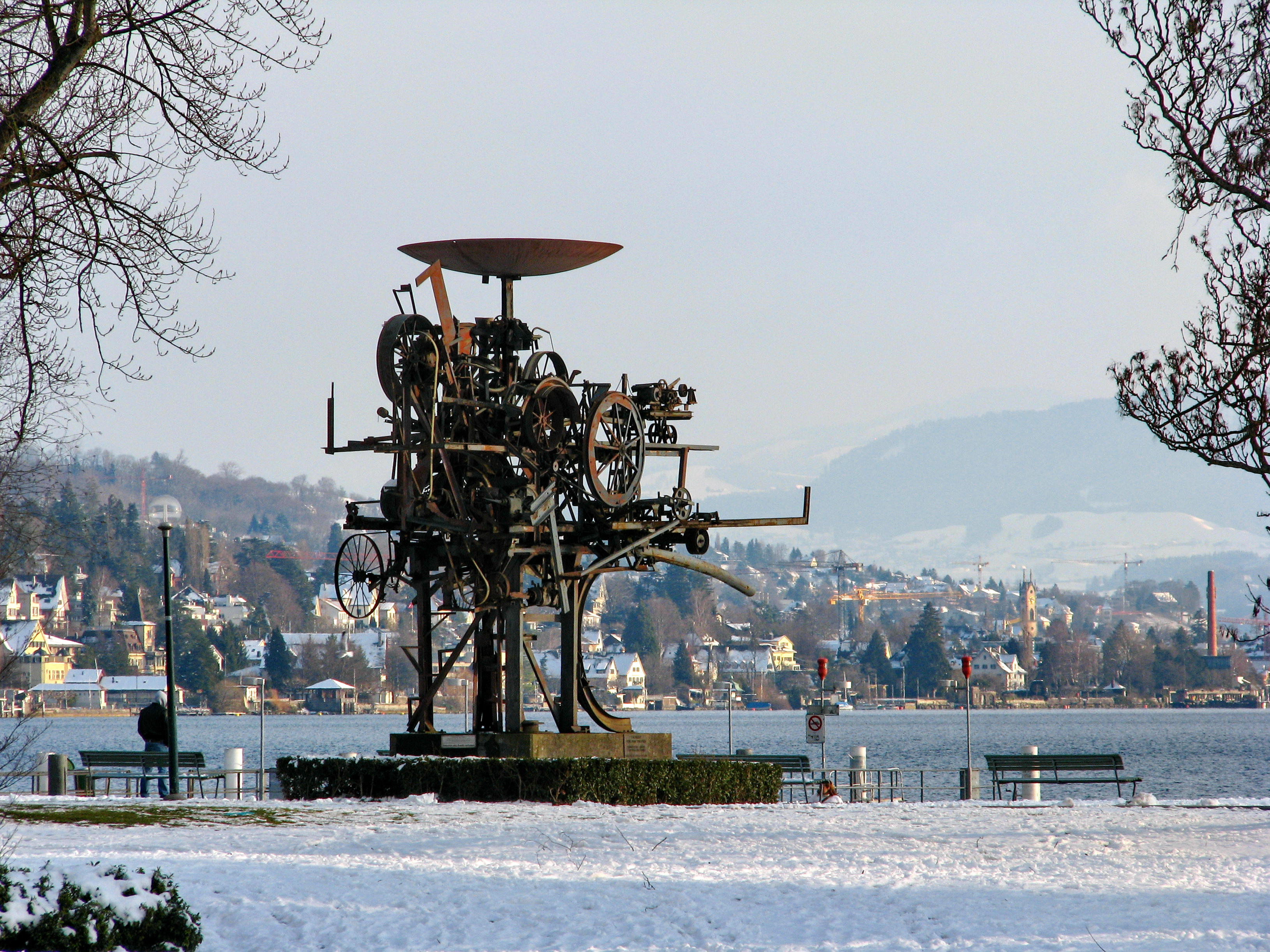
Jean Tinguelys Heureka

International bekannte zeitgenössische Künstler sind unter anderen Peter Fischli / David Weiss, Sylvie Fleury, Franz Gertsch, HR Giger, Bernhard Luginbühl und Pipilotti Rist.
In der Schweiz gibt es in kleineren Städten und Ortschaften einige staatliche und private bekannte Museen und Kollektionen.
Siehe auch: Liste Schweizer Maler und Grafiker und Kategorie:Kunstmuseum in der Schweiz

## Film
Das Filmschaffen begann in der Schweiz relativ spät. Die für das Entstehen einer Schweizer Filmszene ab den 1930er-Jahren bedeutendste Figur war der in Galizien geborene Lazar Wechsler mit seiner erfolgreichen Praesens Film, mit der er zahlreiche Auszeichnungen erhielt. Ab den 1950er-Jahren kam die Gloria Film als Konkurrentin dazu.
Die seit 1937 im Dienst des nationalen Zusammenhalts stehende offizielle Kulturpolitik der Schweiz, die mit „geistiger Landesverteidigung“ umschrieben wurde, brachte dem Schweizer Film zwischen 1938 und 1943 eine Blütezeit, da grosse Kulturförderungen auch dem Film zugutekamen.
Der Heimatfilm Heidi von 1952 war ein weltweiter Erfolg, die Fortsetzung Heidi und Peter von 1955, der erste Schweizer Farbfilm, war ein noch grösserer Erfolg. Die als „heile Welt“ dargestellte prächtige Bergkulisse mit blühenden Alpweiden war international sehr gefragt.
Heute existiert in der Schweiz keine eigentliche Filmindustrie, aber eine staatliche Filmförderung der Sektion Film des Bundesamtes für Kultur. Die Filmschaffenden sind in der Regel auch auf private Unterstützung angewiesen. Nur wenige Schweizer Filme werden weltweit bekannt, und in den Schweizer Kinos werden grösstenteils amerikanische Produktionen gezeigt.
Unter veränderten Bedingungen entstand in der zweiten Hälfte des 20. Jahrhunderts der sogenannte „Junge Schweizer Film“. Nicht dazu gezählt wird der berühmteste Schweizer Filmregisseur, der französisch-schweizerische Begründer der Nouvelle Vague, Jean-Luc Godard, der seine bekannten Filme jedoch in Frankreich drehte.
Seit den 1960er-Jahren verhalfen vor allem Regisseure aus der französischsprachigen Schweiz wie Claude Goretta, Michel Soutter und Alain Tanner dem Schweizer Film zu Bekanntheit. Weitere Schweizer Regisseure sind unter anderen Rolf Lyssy, Fredi M. Murer, Daniel Schmid und Michael Steiner.

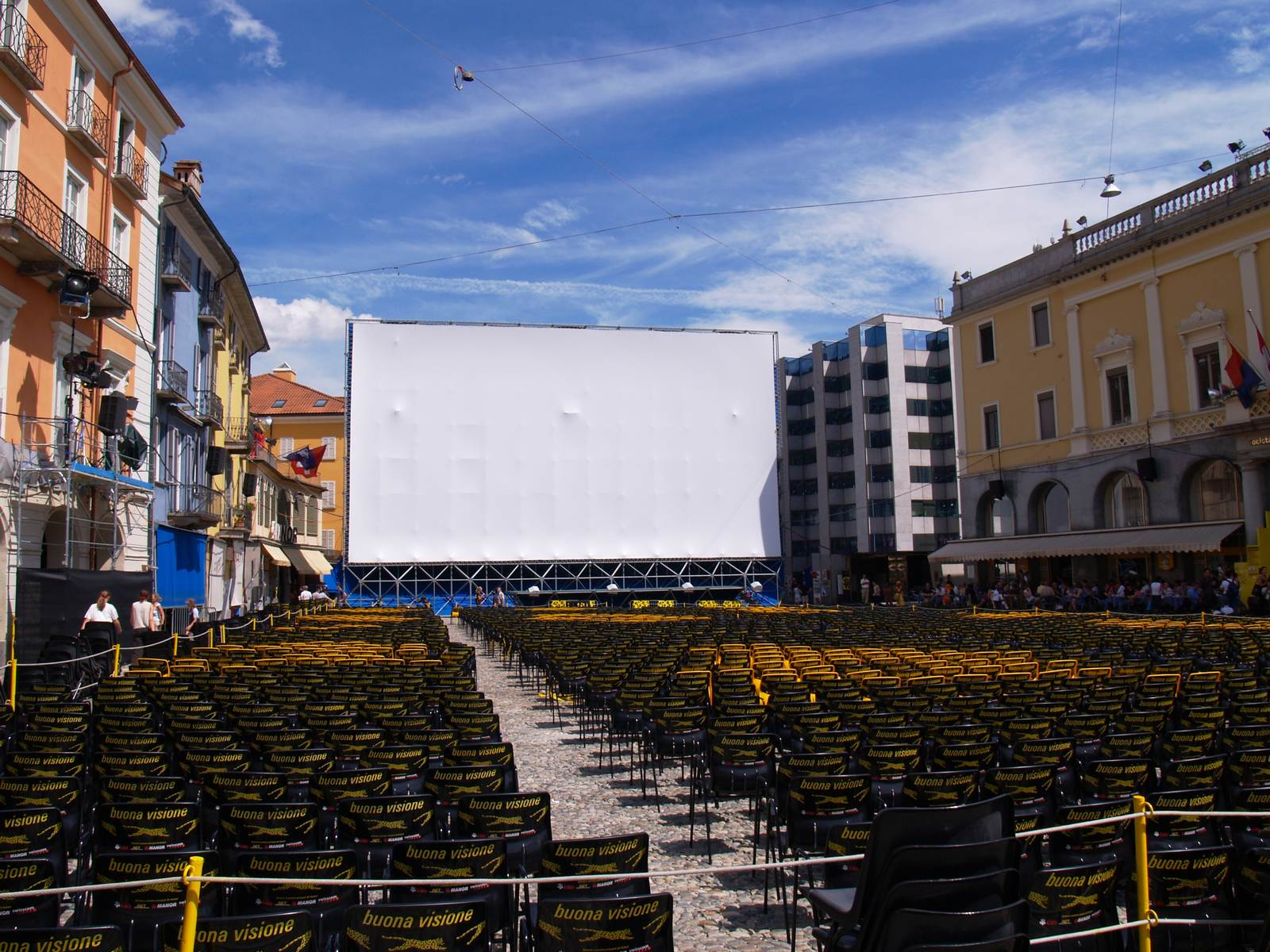
Die Piazza Grande in Locarno während des Internationalen Filmfestivals

Einer der erfolgreichsten Filme war Die Schweizermacher von Rolf Lyssy, der auf humorvolle Art die Schwierigkeiten beim Erlangen des Schweizer Bürgerrechts zeigt. Der Film Höhenfeuer von Fredi M. Murer spielt in den Schweizer Bergen und behandelt das Thema Inzest in abgelegenen Bergregionen. Ebenfalls in ländlicher Umgebung spielt der Film Kleine Fluchten von Yves Yersin, der von der Schweizer SonntagsZeitung im Jahr 2001 zum besten Schweizer Film aller Zeiten erklärt wurde.
Einen Oscar gewann 1991 die Reise der Hoffnung von Xavier Koller. Erfolgreich war 2005 der Film Mein Name ist Eugen, der auf dem gleichnamigen Buch von Klaus Schädelin beruht.
Der heute erfolgreichste Schweizer im internationalen Filmgeschäft ist wohl der Produzent Arthur Cohn, der mit seinen von ihm produzierten Filmen mehrere Oscars und zahlreiche andere Preise gewann. Seit einigen Jahren in Hollywood erfolgreich ist auch der deutsch-schweizerische Regisseur Marc Forster.
Der Schweizer Filmpreis wird jeweils an den Solothurner Filmtagen Ende Januar verliehen. Alljährlich im August findet das Internationale Filmfestival von Locarno statt, eines der bedeutendsten internationalen Filmfestivals weltweit. Das jüngste Festival ist das Zurich Film Festival, das 2005 zum ersten Mal stattfand.

## Literatur

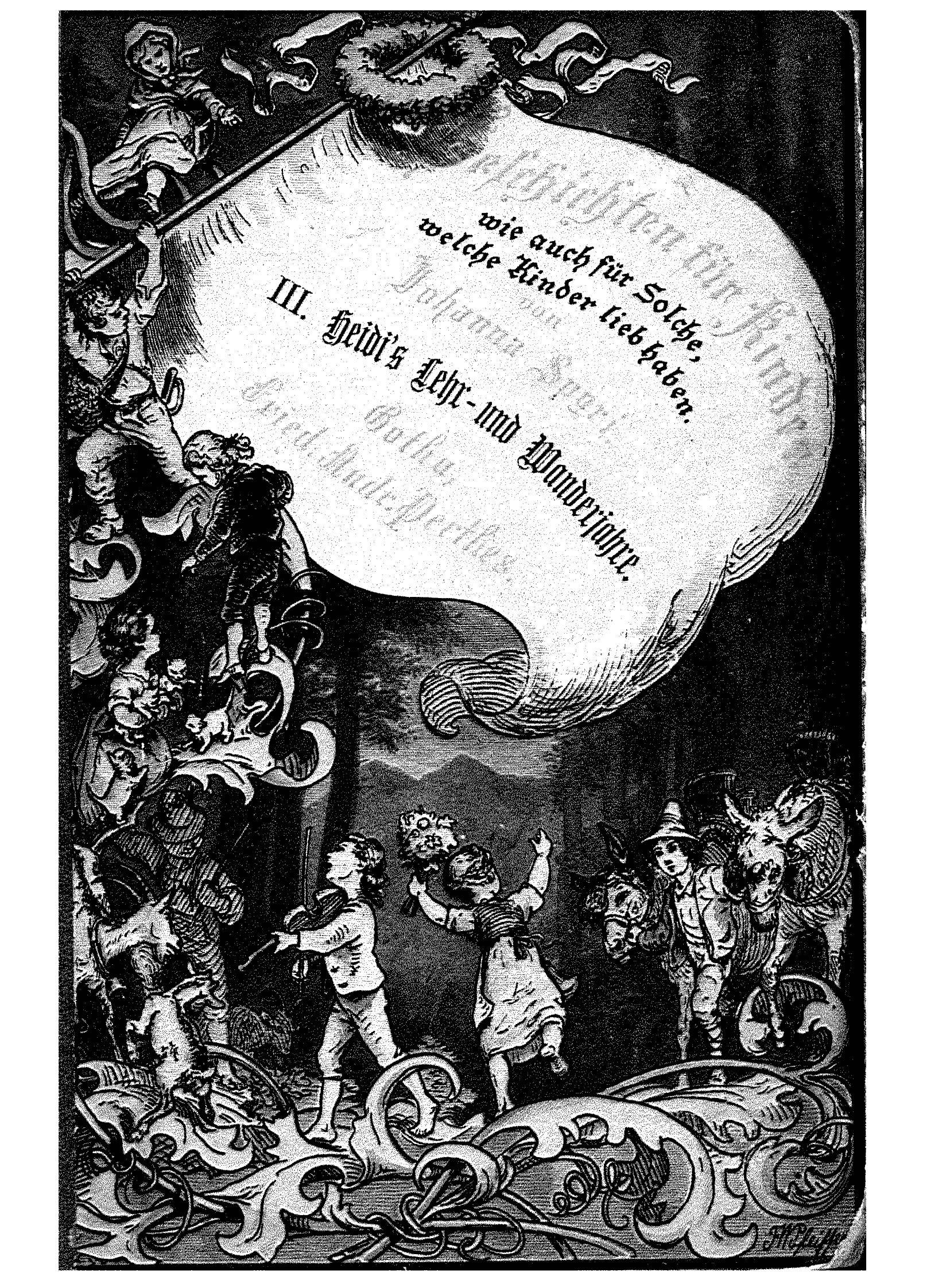
Johanna Spyri: Heidis Lehr und Wanderjahre, Erstausgabe

## Theater

Anteilschein am Tellspiel-Verein Interlaken vom 1. März 1947

Alle grösseren Städte der Schweiz haben ein städtisches Theater. Das bekannteste ist das Schauspielhaus Zürich, das nicht zuletzt dank der Emigration zahlreicher Künstler aus Deutschland während der Nazidiktatur zu einer der bedeutenden deutschsprachigen Bühnen wurde. Neben den grossen Theatern gibt es in den meisten Städten auch kleinere Theater.

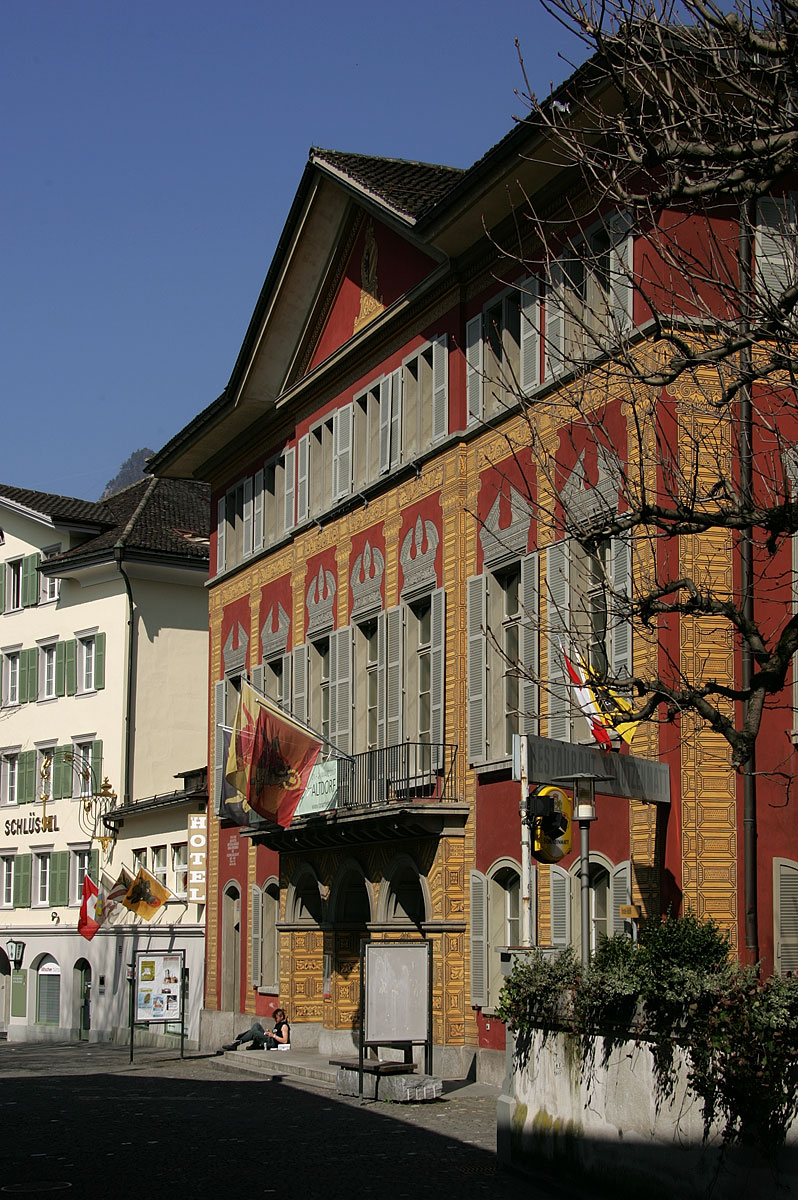
Tellspielhaus Altdorf UR

Das Volksschauspiel ist beliebt und wird in der deutschsprachigen Schweiz praktisch immer im Dialekt aufgeführt. Beliebte Volksschauspieler wie Walter Roderer, Walo Lüönd, Zarli Carigiet, Schaggi Streuli oder Jörg Schneider verdanken ihre Popularität oft weniger dem Film und Fernsehen als ihrer Mitwirkung in Volkstheatern.
In der Schweiz existiert eine lange Tradition im Laientheater, jeder hundertste Schweizer ist Mitglied in einem der 600 Theatervereine. Der Zentralverband Schweizer Volkstheater bildet die Dachorganisation der regional tätigen Theatergruppen und -vereine.
Neben örtlichen Theatergruppen, die die Kultur in ländlichen Gebieten beleben, gibt es im Sommer zahlreiche überregionale Freilichtaufführungen, beispielsweise die Tellspiele in Interlaken oder Altdorf und zahlreiche weitere, die oft auf semiprofessionellem Niveau sind.
Dialektstücke für das Laientheater werden in den letzten Jahrzehnten oft auch von namhaften Autoren wie Hansjörg Schneider oder Thomas Hürlimann verfasst.

## Musical
Die Schweizer Musicalszene hat eine längere Tradition. Neben Aufführungen von internationalen Musicals gibt es erfolgreiche Schweizer Musicals, vom Schwarzen Hecht (1939) und der Kleinen Niederdorfoper (1951) bis zu den Erfolgen der letzten Jahre Space Dream (1994) und Ewigi Liebi (2004) und den Uraufführungen von Heidi – Das Musical (2005 und 2007), Dällebach Kari (2010) und Gotthelf – Das Musical (2011). Abgesehen vom Schwarzen Hecht werden alle Schweizer Musicalerfolge in Schweizerdeutsch gespielt.

## Zirkus
In der Schweiz existiert eine reichhaltige Zirkusszene mit einer teils langen Tradition, an erster Stelle der Circus Knie mit zweihundertjähriger Tradition. Daneben gibt und gab es viele weitere Unternehmen mit hohem Bekanntheitsgrad, z. B. Circus Monti, Zirkus Stey und der ehemalige Circus Nock. Daneben gibt es auch mehrere Zirkusschulen.

## Musik

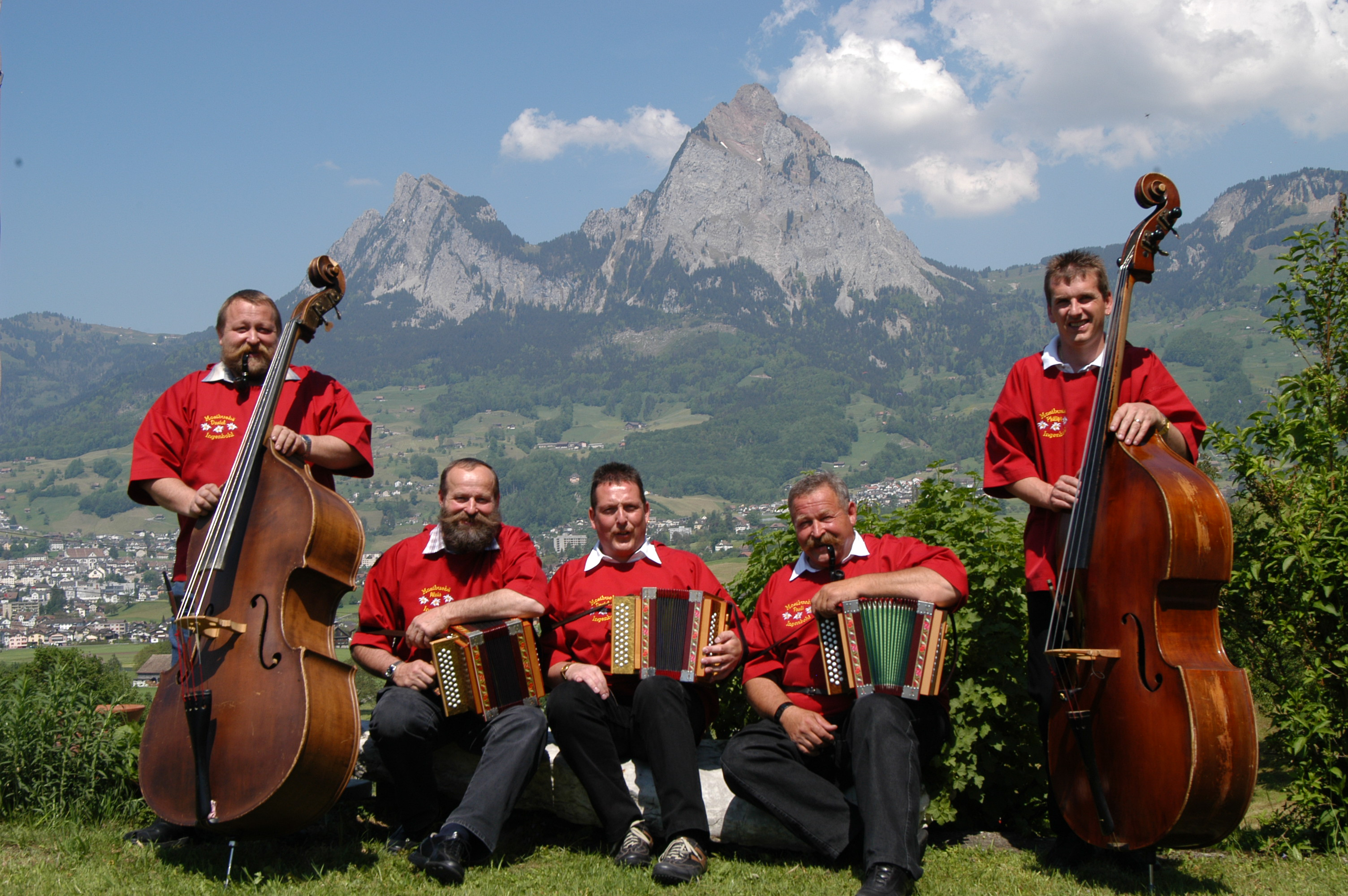
Schwyzerörgeliquartett Mosibuebä aus Ingenbohl. Im Hintergrund Schwyz und die Mythen

In der traditionellen Schweizer Kultur hat die Schweizer Volksmusik, die zur Alpenländischen Volksmusik gehört, einen hohen Stellenwert. Spezifisch schweizerische Instrumente sind das Alphorn und das Schwyzerörgeli, aber auch Geige, Bassgeige und Klarinette sind häufig. Die verschiedenen Stilrichtungen der Volksmusik werden in der Regel zusammenfassend als Ländlermusik bezeichnet, im Volksmund auch Hudigäggeler. Anders als im übrigen deutschsprachigen Raum bezeichnet Ländler hier nicht nur 3/4-taktige Ländlermelodien, sondern eine zu Beginn des 20. Jahrhunderts aus der Volksmusik des 19. Jahrhunderts hervorgegangene Tanz- und Unterhaltungsmusik.
Instrumentale Schweizer Volksmusik wird in zahlreichen lokalen Gruppen mit wechselnder Zusammensetzung gepflegt. Die meisten Spieler haben Amateurstatus, einige sind schweizweit bekannt wie zum Beispiel die Streichmusik Alder, Carlo Brunner oder die Swiss Ländler Gamblers. Die Musik ist überwiegend Tanzmusik wie Ländler oder Schottisch, wird jedoch oft auch ohne Tanzgelegenheit gespielt. Auch Blasmusikformationen sind verbreitet und das Eidgenössische Musikfest gilt als grösstes Blasmusikfestival der Welt. Beim traditionellen Gesang gibt es unzählige lokale Jodlergruppen. Der Dachverband Eidgenössischer Jodlerverband hat 25'000 Mitglieder und ans letzte Eidgenössische Jodlerfest (2008) in Luzern kamen 360'000 Besucher.
Seit der zweiten Hälfte des 20. Jahrhunderts hat sich der Dialekt neben Englisch in der modernen Unterhaltungsmusik der deutschsprachigen Schweiz durchgesetzt. Frühe Vertreter waren die Berner Troubadours und Mani Matter, später Stephan Eicher und Polo Hofer. Bekannte Pop- und Rockmusiker und Bands sind: Patent Ochsner, Züri West, Florian Ast, Rumpelstilz, Yello, Krokus, DJ Bobo, Gotthard, John Brack, Plüsch, Sina, oder die Lovebugs.

Logo des Montreux Jazz Festivals

Die Schweiz brachte im 20. Jahrhundert eine Anzahl von bekannten Komponisten ernster Musik hervor wie Arthur Honegger, Othmar Schoeck und Frank Martin.
Als einziger Schweizer Komponist und Musiker wurde Andreas Vollenweider 1987 mit einem Grammy Award ausgezeichnet. Es folgten zwei weitere Nominationen, letztmals 2007. Seine Tonträger wurden weltweit über 15 Millionen Mal verkauft.
Die grösseren und mittleren Städte haben ein oder mehrere Orchester von zum Teil hoher Qualität. Die grösseren Städte haben ein Opernhaus. Die bedeutendste Oper der Schweiz ist das Opernhaus Zürich, das zu den bedeutenden Opernhäusern der Welt gehört.
In Luzern findet mit dem Lucerne Festival jährlich eines der renommiertesten internationalen Musikfestivals statt. Auch in anderen Orten gibt es ähnliche Veranstaltungen, wenn auch kleinere.
Im Bereich der Pop- und Rockmusik gibt es jährlich zahlreiche Openair-Festivals. Eines der älteren ist dasjenige auf dem Gurten bei Bern, das bekannteste das Open Air St. Gallen. Das seit 1967 am Genfersee stattfindende Montreux Jazz Festival ist das international wohl bekannteste Jazzfestival überhaupt.

## Trachten
In der Schweiz gibt es über 700 verschiedene Trachten. Diese unterscheiden sich nicht nur von Kanton zu Kanton, sondern auch innerhalb der Kantone sind, besonders die Frauentrachten, regional oft unterschiedlich. Praktisch in allen Regionen wird zwischen Festtags- und Werktagstrachten unterschieden.
Trachten sind heute im alltäglichen Strassenbild der Schweiz nicht mehr anzutreffen. Sie werden ausschliesslich zu Festen, wie den eidgenössischen Festen, dem Nationalfeiertag oder in einigen Regionen zu Fronleichnamprozessionen sowie zu kulturellen Veranstaltungen, wie Vorführungen von Trachtengruppen und Gesangsvereinen getragen.

## Wissenschaft

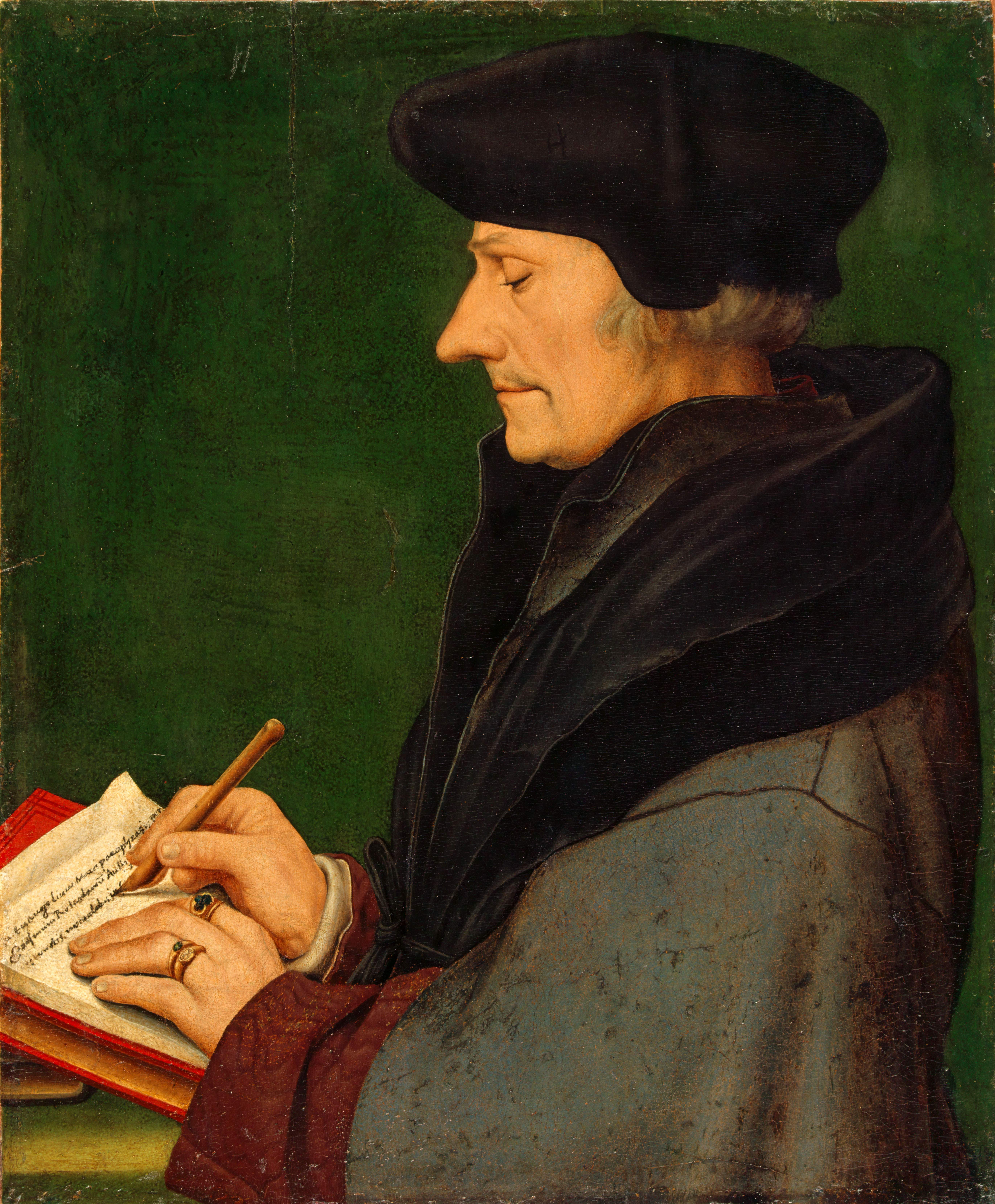
Hans Holbein d. J.: Erasmus von Rotterdam

Mehrere Kantone der Schweiz haben eine Universität, so Basel, Bern, Freiburg, Luzern, Neuenburg, Genf, St. Gallen und Waadt (Lausanne). Daneben gibt es je eine Eidgenössische Technische Hochschule in Lausanne (EPFL) und in Zürich (ETH, früher Poly). Die älteste Universität der Schweiz ist diejenige in Basel, die 1460 gegründet wurde.
An Schweizer Universitäten waren Frauen und Angehörige von Minderheiten zum Teil früher zugelassen als an Universitäten in anderen europäischen Ländern, was den Schweizer Universitäten eine hohe Anzahl ausländischer Studenten und Dozenten brachte wie zum Beispiel Albert Einstein, Ricarda Huch, Rosa Luxemburg.
Der 1493 in der Nähe von Einsiedeln geborene Paracelsus (Theophrastus Bombastus von Hohenheim) hatte in Basel studiert und war Stadtarzt von Basel mit Berechtigung, an der medizinischen Fakultät zu lehren. 1527/28 hielt er in Basel medizinische Vorlesungen – entgegen damaliger Gepflogenheiten ausschliesslich in deutscher Sprache, denn „die Wahrheit müsse nur deutsch gelehrt werden“. Dieser Umstand und die während seiner Lehrzeit vorgebrachte heftige Kritik an der Ärzte- und Apothekerschaft resultierten in Schmähschriften gegen ihn bis hin zu offen vorgebrachten Drohungen gegen Leib und Leben. Im Februar 1528 floh Paracelsus ins Elsass.
Der Humanist Erasmus von Rotterdam lebte von 1524 bis 1529 und 1535 bis zu seinem Tod 1536 in Basel. Teile seines Nachlasses sind im Historischen Museum Basel ausgestellt. Welch hohes Ansehen der Humanist bereits zu Lebzeiten genoss, zeigt die Tatsache, dass er als katholischer Priester in der Zeit heftigster konfessioneller Auseinandersetzungen im protestantischen Basler Münster beigesetzt wurde.
Die aus den Niederlanden stammende Familie Bernoulli liess sich um 1620 in Basel nieder und erwarb dort das Bürgerrecht. Als Mathematiker und Physiker berühmt geworden sind vor allem Jakob I Bernoulli (Bernoulli-Zahl), Johann I Bernoulli und Daniel Bernoulli. In den darauf folgenden Jahrhunderten gingen noch viele Naturwissenschaftler und in der Neuzeit auch einige Künstler aus der Familie hervor. Auch der Architekt Hans Bernoulli ist mit den alten Mathematikern verwandt.
Auf den 1707 in Basel geborenen Mathematiker Leonhard Euler geht ein grosser Teil der heutigen mathematischen Symbolik zurück (z. B. e, π, i, Summenzeichen ∑, f(x) als Darstellung für eine Funktion). Auch die eulersche Zahl e = 2,718281828459..., die in der Infinitesimalrechnung (Differential- und Integralrechnung) eine wichtige Rolle spielt, ist nach ihm benannt.
Der Berner Albrecht von Haller war nicht nur Naturwissenschaftler und Mediziner, sondern auch Dichter. Er gehörte zu den bekanntesten Gelehrten des 18. Jahrhunderts und galt als Universalgelehrter. Seine Publikationen zur Anatomie sind von grosser medizingeschichtlicher Bedeutung, sein achtbändiges Standardwerk Elementa physiologiae corporis humani (1757–66), wurde bis ins 20. Jahrhundert hinein neu aufgelegt. Mit seinen Tierexperimenten zur Bestimmung von Sensibilität und Irritabilität einzelner Körperteile, begründete er die modernen experimentelle Physiologie und löste eine europaweite Kontroverse aus.
Mit seiner Dichtung Die Alpen zeichnete Haller das erste positive Bild von der bis dahin als furchterregend empfundenen schweizerischen Gebirgslandschaft und schuf damit ungewollt eine wesentliche Voraussetzung für den Bergtourismus der heutigen Zeit.
Der Genfer Horace-Bénédict de Saussure, ein Neffe Hallers, gilt als Vater der modernen Alpenforschung und als einer der Begründer der Geologie und der Pflanzengeografie. Auf ihn geht z. B. die Bezeichnung der Dolomiten zurück. Er benannte das von ihm als eigenständiges Mineral erkannte dort vorherrschende Gestein nach dem französischen Geologen Déodat de Dolomieu.

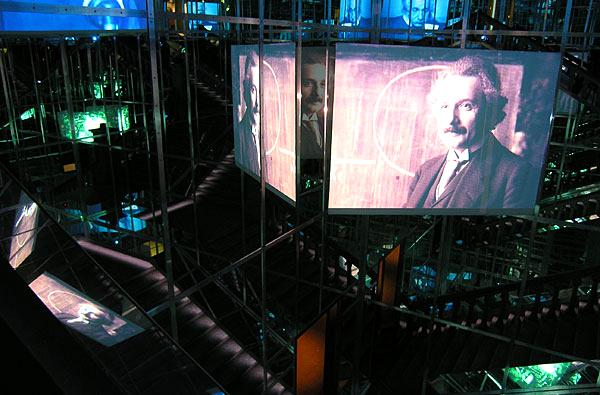
Albert Einstein im historischen Museum Bern

Ferdinand de Saussure, Urenkel von Horace-Bénédict de Saussure, gilt seit der posthumen Herausgabe seiner sprachwissenschaftlichen Vorlesungen an der Universität Genf von 1906 bis 1911 unter dem Titel Cours de linguistique générale als Begründer der modernen Linguistik und des Strukturalismus.
Die ETH Zürich und andere Schweizer Universitäten brachten eine grosse Anzahl von Nobelpreisträgern hervor.
Der berühmteste Nobelpreisträger ist vermutlich Albert Einstein, der 1896 als Schüler aus dem deutschen Kaiserreich in die Schweiz kam und 1901 das Schweizer Bürgerrecht erhielt, das er im Gegensatz zu verschiedenen anderen Staatsbürgerschaften, die er im Laufe seines Lebens besessen hatte, auch behielt, als er später US-amerikanischer Bürger wurde. Einsteins Hauptwerk, die Relativitätstheorie, war 1905, dem annus mirabilis, als Einstein in Bern lebte und am Patentamt arbeitete, erschienen.

## Kulturverhalten
Eine Untersuchung des Bundesamtes für Statistik zum Kulturverhalten der Schweizer Wohnbevölkerung im Jahr 2008 ergab unter anderem was folgt:
- 93 % der Wohnbevölkerung besuchten im Jahr 2008 mindestens eine Kulturinstitution: 66 % Konzerte, Denkmäler und historische Stätten, Museen und Ausstellungen oder Kinos; 44 % Bibliotheken und Mediotheken; 42 % Theater und 35 % Festivals.
- 62 % üben eigene kulturelle Aktivitäten aus: 20 bis 23 % betreiben Amateurfotografie oder bildende Kunst, 19 % spielen ein Instrument und 16 % singen.
- Fast alle Personen nutzen Zeitungen und Fernsehen (je 97 %) und das Radio (92 %). 86 % hören Musik, 81 % lesen privat oder beruflich Bücher und 79 % nutzen das Internet.
- Das Ausmass der Teilnahme am Kulturleben ist stark abhängig vom Ausbildungsniveau. Die Teilnahmequoten für die meisten kulturellen Aktivitäten sind in der Deutschschweiz am höchsten, aber Kunsthandwerk und Tanz sind im Tessin beliebter, in der Romandie dagegen Festivals, Comics und privat Musik hören.